# Marc Claudi Marcel (censor 189 aC)
Marc Claudi Marcel (en llatí Marcus Claudius M. F. M. N. Marcellus) va ser un magistrat romà. Era fill de Marcus Claudius M. F. M. N. Marcellus. Formava part de la gens Clàudia, i de la família Claudi Marcel.
L'any 208 aC va acompanyar al seu pare com a tribú militar i era present el dia de la seva mort quan ell mateix va ser ferit Va pronunciar l'oració fúnebre del pare. El 205 aC va dedicar el temple de la Virtut prop de la porta Capena, que havia estat finançat pel seu pare, però no l'havia acabat. L'any 204 aC va ser tribú de la plebs i va acompanyar al pretor Marc Pomponi Mató per investigar l'acusació de sacrilegi feta pels locris contra Publi Corneli Escipió Africà. L'any 200 aC va ser edil curul amb Sext Eli Pet i es va destacar per la gran quantitat de gra que va importar d'Àfrica i per la magnificència dels jocs romans (Ludi romani).
El 198 aC va ser escollit pretor i se li va donar Sicília com a província amb 4.000 infants i 300 cavallers, però va haver de dedicar-se a enviar subministraments a Grècia. Finalment va obtenir el consolat l'any 196 aC junt amb Luci Furi Purpuri i va intentar renovar la guerra contra el Regne de Macedònia que Tit Quinti Flaminí ja havia acabat, però es va ratificar la pau i es va limitar a fer la guerra a la Gàl·lia Cisalpina, on inicialment va ser derrotat pels gals bois, però després va vèncer als ínsubres i va conquerir Comum. Després va derrotar parcialment a bois i lígurs. Al seu retorna Roma li van ser concedits els honors del triomf.
El mateix any va ser nomenat pontífex en lloc de Gai Semproni Tudità. El 193 aC va servir altre cop a la Gàl·lia Cisalpina com a llegat del cònsol Luci Corneli Merula i va participar en la gran victòria sobre els bois. L'any 189 aC v ser censor junt amb Tit Quinti Flaminí. En la seva censura es van admetre Formiae, Fundi i Arpinium als drets de la ciutadania romana.
Va morir l'any 177 aC.